# Профос

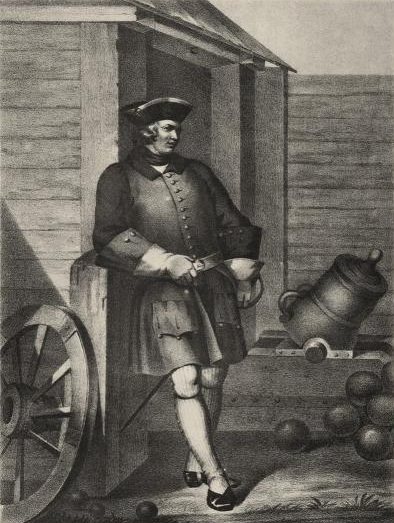
Профос Артиллерийского полка, с 1728 по 1732-й год.

Профос — специальный чин, воинская должность в управлении вооружёнными силами (ВС) (армия и флот), существовавшая для нижних чинов до XIX века.

## История
В Воинском уставе Вооружённых сил Российской империи (глава XLIII), изданном Петром Великим 30 марта (10 апреля) 1716 года, профосам было предписано исполнять полицейские обязанности:
- наблюдение за чистотой и порядком в местах расположения войск и сил;
- надзор за арестантами;
- исполнение телесных наказаний, которые были введены Петром I, и морским уставом изданным 1720 года, в очень многих случаях. Телесные наказания были отменены 17 апреля 1863 года[3].

Подчинялись непосредственно генерал-гевальдигеру и его доверенному лицу — румормейстеру.
Согласно штатному расписанию 1711 года, в ВС Российской империи полагалось:
- два генерал-профоса[4] (один из иноземцев с жалованием 750 рублей в год и один русский с жалованием 400 рублей в год);
- 75 полковых профосов (жалованье 84 рубля в год);
- 666 ротных профосов.

Также профосы несли службу на некоторых линейных кораблях Военно-Морского Флота Российской империи. Они ведали на кораблях и содержали в исправности и готовности к применению «железы, кошки и прочие к штрафу надлежащие инструменты».
Должности генерал-профоса были упразднены Согласно «Учреждению для управления большой действующей армии», подписанному 27 января 1812 года Александром Первым.
Профосы в полках существовали вплоть до 1868 года (нижние чины, заведовавшие очисткой нечистот).
От названия этой должности произошло современное слово «прохвост» — непорядочный человек, подлец, негодяй.